# Pierre Fournier
Pierre Fournier, född 24 juni 1906 i Paris, död 8 januari 1986, var en fransk musiker (cellist) som ofta gick under namnet "Den aristokratiske cellisten" till följd av sin elegant musikaliska framtoning.
Han föddes i Paris som son till en fransk general i armén. Fourniers mor undervisade honom i piano, men efter att ha drabbats av en mild variant av polio miste han rörligheten i ben och fötter. Eftersom detta vållade problem med pianots pedaler, började Fournier istället spela cello.